# Rusabagi (vattendrag i Ruyigi)
Rusabagi är ett vattendrag i Burundi.   Det ligger i provinsen Ruyigi, i den centrala delen av landet, 90 kilometer öster om huvudstaden Bujumbura.
I omgivningarna runt Rusabagi växer huvudsakligen savannskog. Runt Rusabagi är det ganska tätbefolkat, med 207 invånare per kvadratkilometer.